# Wiara, Nadzieja i Miłość
Wiara (cs. Вѣра, łac. Fides), Nadzieja (scs.  Надежда, łac. Spes) i Miłość (scs. Любы, łac. Caritas); gr. Πίστις, Ἐλπὶς καὶ Ἀγάπη (Pistis, Elpis i Agape) – męczennice wczesnochrześcijańskie (zm. ok. 137), córki św. Zofii Rzymskiej, dziewice, święte prawosławne i katolickie.
Według bollandystów Wiara, Nadzieja i Miłość nie były realnie istniejącymi męczennicami, ale literacką personifikacją trzech cnót chrześcijańskich . Brak ich w najstarszych martyrologiach, a kult świętych o tych imionach jest poświadczony w relacjach pielgrzymów dopiero od VII wieku .

## Żywot
Według legendy, Wiara (najstarsza z sióstr) oraz jej młodsze siostry Nadzieja i Miłość, zostały okrutnie zamęczone, gdy ich matka odmówiła złożenia ofiary bogini Dianie. Dziewczynki były podpalane, oblewane wrzącą smołą, kaleczone ostrymi przedmiotami oraz bite pałkami. Kiedy odkryto, że jeszcze żyją, zostały ścięte mieczem. Trzy dni później zmarła ich matka z żalu po utracie córek. Śmierć sióstr i ich matki miała nastąpić w Rzymie. W chwili śmierci Wiara miała 12 lat, a najmłodsza Miłość – 9 lat.

## Kult świętych
W ikonografii święte: Wiara, Nadzieja i Miłość przedstawiane są z reguły razem z matką a w przypadku przedstawiania ich osobno, wyróżnia je przepaska z diademem. Młode dziewczęta trzymają w dłoniach krzyże. W sztuce zachodniej dziewczęta mają często korony na głowach lub miecze w dłoniach.
Dzień obchodów
Wspomnienie liturgiczne sióstr, oraz ich matki św. Zofii, w Kościele prawosławnym obchodzone jest 17/30 września, tj. 30 września według kalendarza gregoriańskiego.
Kościół katolicki wspomina święte, za Martyrologium Rzymskim, 1 sierpnia.